# Gobi
Gobi (mong.: Говь; Gow’; chiń. 戈壁; pinyin Gēbì) – wyżynny obszar stepów, półpustyń i pustyń w Azji Wschodniej, leżący na terenie południowej Mongolii i północnych Chin. Piąta pod względem wielkości pustynia na Ziemi (trzecia, nie licząc pustyń lodowych).
Pustynia Gobi była ważnym rejonem imperium mongolskiego, prowadziła przez nią trasa Szlaku Jedwabnego.

## Nazwa
Pustynia Gobi ma kilka nazw chińskich: m.in. 戈壁 (gēbì), 瀚海 (hànhǎi – nieskończone morze) oraz 沙漠 (shāmò, popularne określenie pustyni). Mongolska nazwa Gobi to Говь.

## Geografia

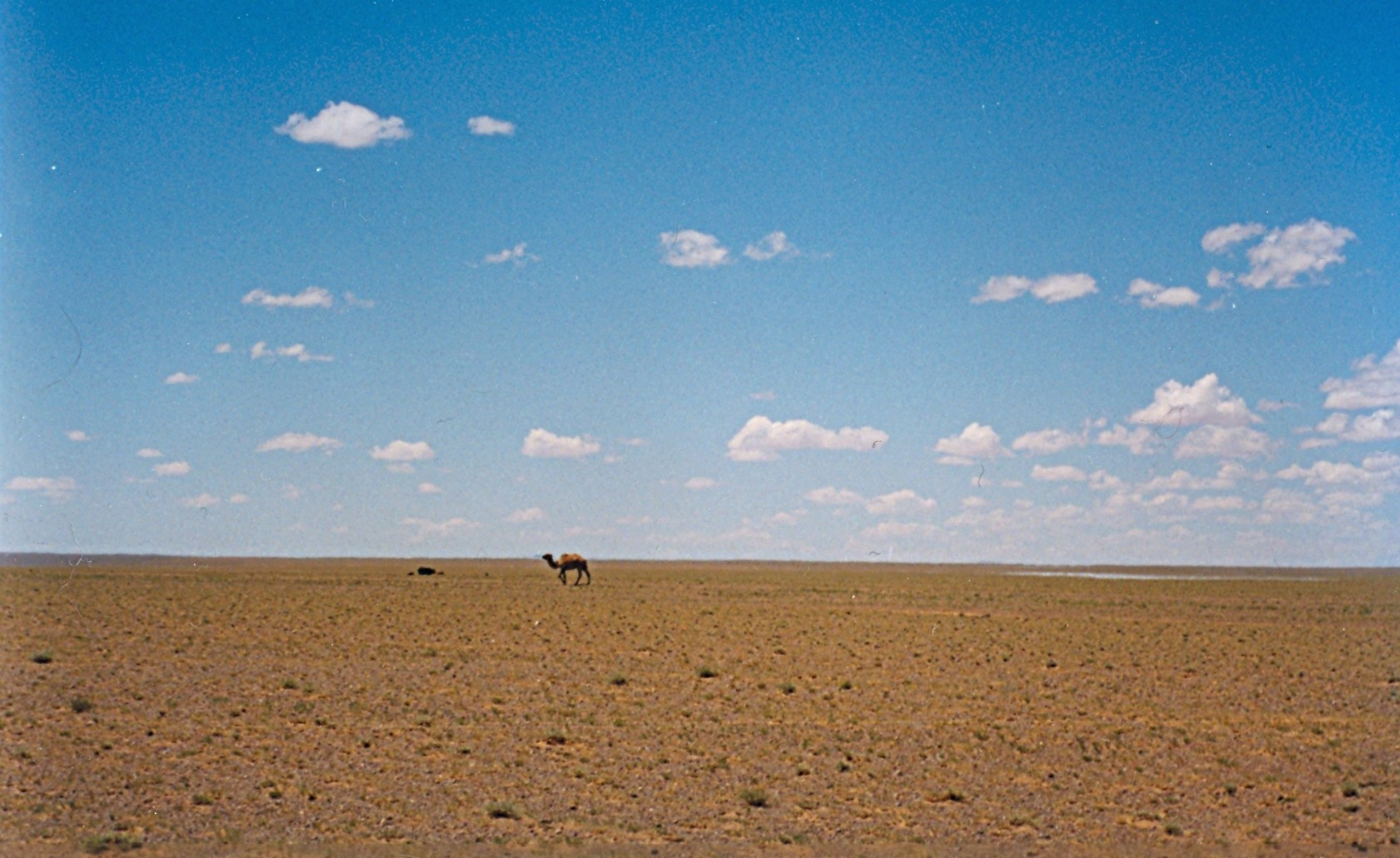
Pustynny krajobraz w ajmaku południowogobijskim

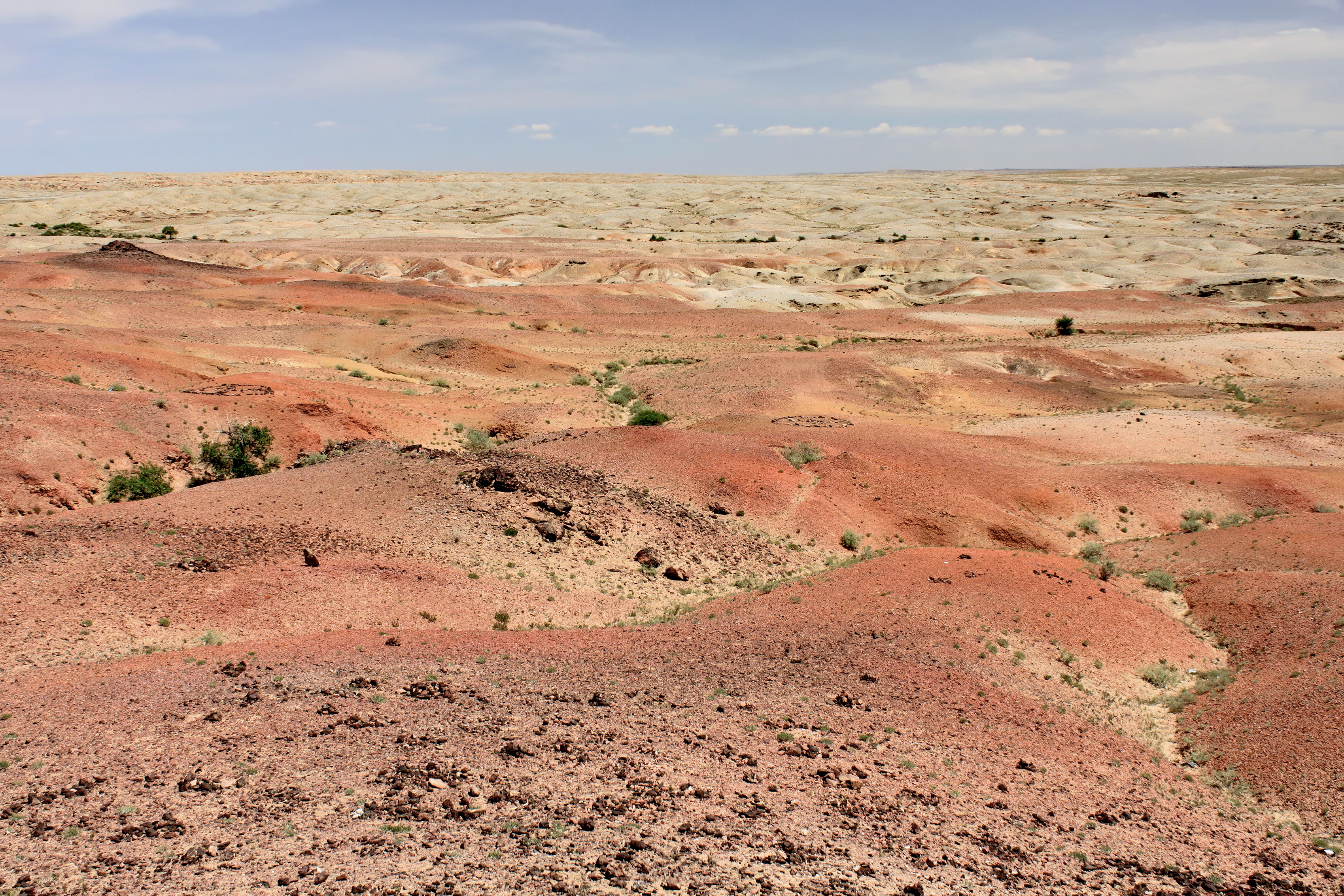
Krajobraz w ajmaku wschodniogobijskim

Pustynia Gobi ma ponad 1600 km długości z południowego zachodu na północny wschód i ponad 800 km z północy na południe; zajmuje powierzchnię około 1,3 miliona km².
Pustynia odgrodzona jest od północy górami Ałtaju, a od południowego zachodu przez Wyżynę Tybetańską. Gobi rozciąga się od gór Tienszan na zachodzie, po Wielki Chingan na wschodzie oraz od gór Qilian Shan tudzież Yin Shan na południu, po góry Chentej na północy.
Gobi jest pustynią kontynentalną. Tworzą ją głównie żwirowo-kamieniste górzyste i wyżynne mniejsze pustynie, półpustynie oraz suche stepy, rozdzielone pasmami wysokich gór. Większa część pustyni leży na wysokościach 900 – 1120 m n.p.m., oprócz tego licznie występują tam masywy górskie, przede wszystkim Ałtaju Gobijskiego.

## Klimat
Gobi charakteryzuje się klimatem kontynentalnym, skrajnie suchym; latem temperatura sięga ponad 40 °C, a w zimie spada poniżej −40 °C. Gobi jest chłodną pustynią, nierzadko rejestrowane są tu przymrozki i śnieg, nawiewany z Syberii. Roczne opady wynoszą od 50 do 200 mm, w zależności od rejonu. Na Gobi brak jest stałych rzek, liczne są natomiast koryta rzek okresowych (do 70 km długości) zwanych sajrami. Obszary piaszczyste są nieliczne, skupione głównie przy środkowej części granicy chińsko-mongolskiej. Gobi jest najdalej wysuniętą na północ pustynią (nie licząc lodowych pustyń) na świecie.

## Fauna

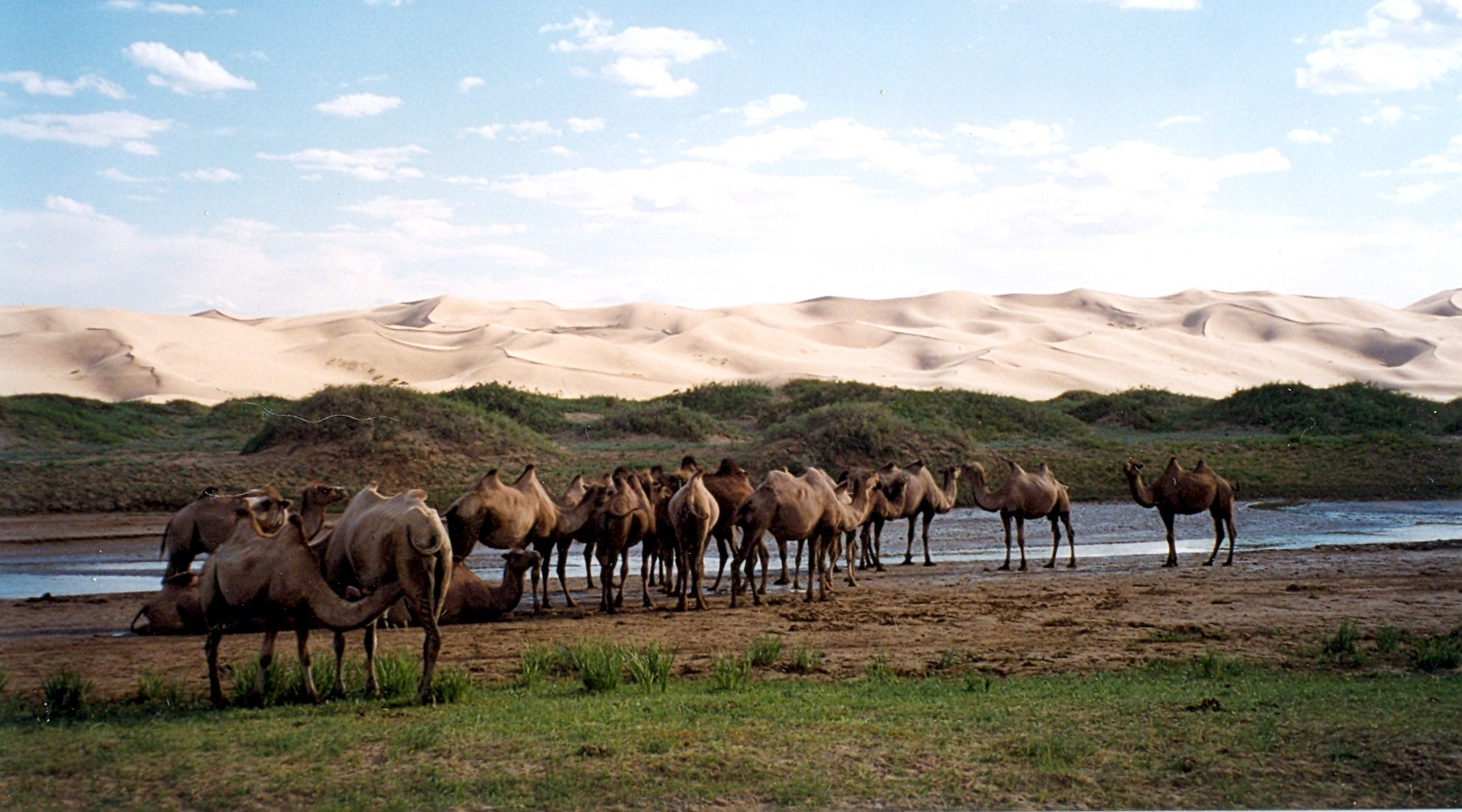
Baktriany w Parku Narodowym Gow’ Gurwansajhan

Do najrzadszych zwierząt zamieszkujących Gobi należą: kułan, irbis śnieżny, baktrian oraz koń Przewalskiego (endemit gobijski, nie jest pewne czy jeszcze tam żyje w stanie dzikim, natomiast jest na Gobi hodowla zmierzająca do restytucji koni Przewalskiego).

## Pustynnienie
Obecnie pustynia Gobi rozrasta się. Najbardziej widoczne są objawy pustynnienia w Chinach w rejonach sąsiadujących z Gobi, najszybciej pustynia rozrasta się w kierunku południowym. Każdego roku obserwuje się tam pustynnienie ok. 3600 km² stepów, co powoduje (z racji odszkodowań dla rolników i pasterzy, przeciwdziałaniu ekspansji pustyni itp.) straty rzędu 50 miliardów $ rocznie.
Pustynnienie spowodowane jest przede wszystkim działalnością człowieka, nieskoordynowane i nadmierne powiększanie pogłowia bydła, niszczącego roślinność oraz glebę pastwisk, zużywanie ponad miarę wody (np. sztucznie dostarczanej do najbliższych miast) oraz globalne ocieplenie. Rząd chiński próbuje przeciwdziałać ekspansji pustyni, budując tzw. Zielony Mur Chiński – pas sztucznie zasadzonych lasów, odgradzających pustynię od pozostałej części kraju.

## Badania

### Archeologia
Archeolodzy odnaleźli na terenie Gobi dowody obróbki kamienia sięgające nawet stu tysięcy lat wstecz.

### Paleontologia

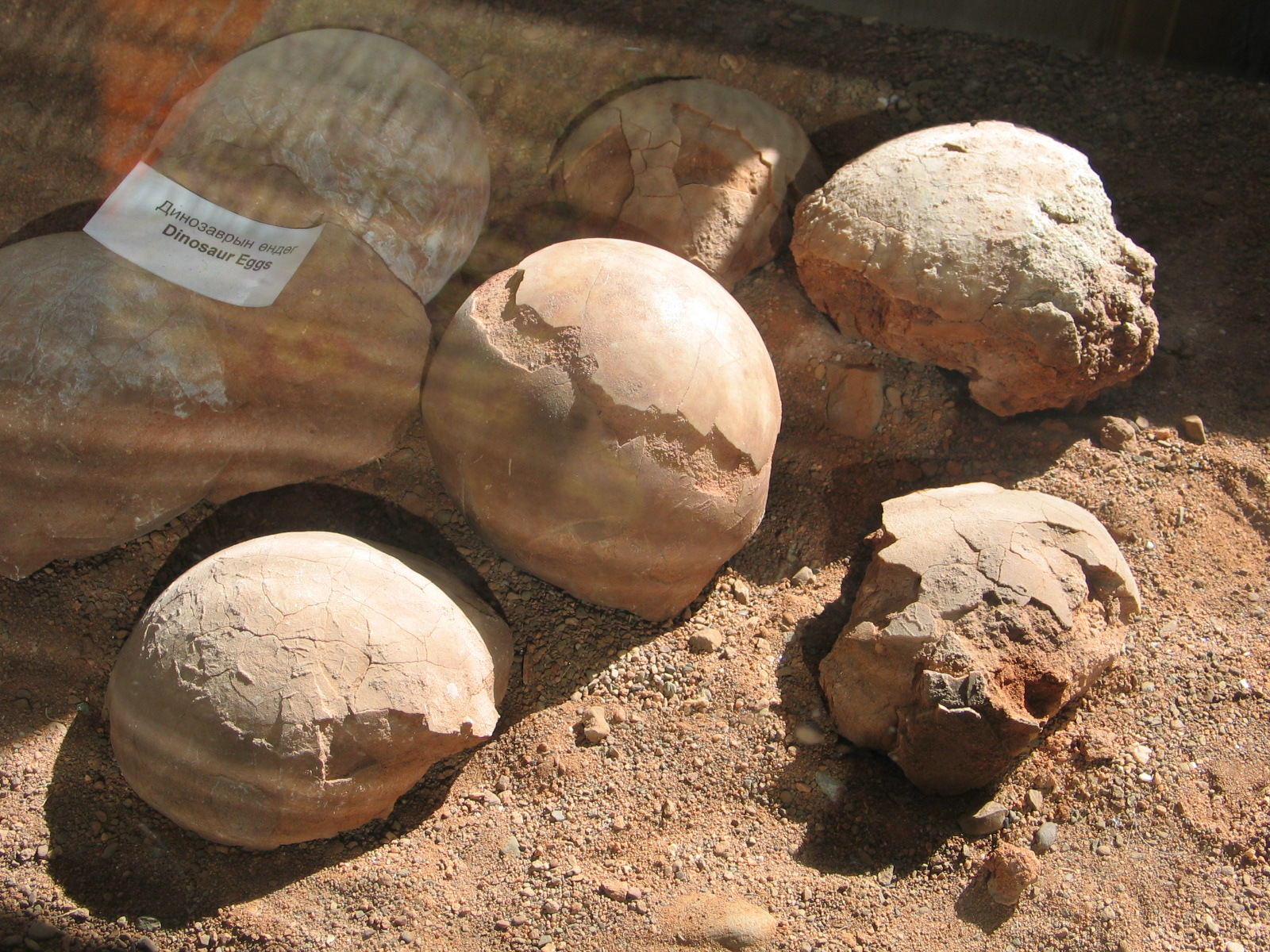
Jaja dinozaura z Gobi.

W latach 1922–1923 ekspedycja paleontologiczna z Muzeum Historii Naturalnej w Nowym Jorku pod kierownictwem Roya Andrewsa odkryła we Flaming Cliffs (Bajn Dzak) skamieniałe szkielety dinozaurów oraz, po raz pierwszy w historii badań naukowych, jaja dinozaurów.
Późniejsze badania wykazały, że Gobi jest jednym z najbogatszych na świecie stanowisk późnokredowych dinozaurów i pierwotnych ssaków. Duże znaczenie w poznaniu gobijskich skamieniałości miały późniejsze wyprawy radzieckie do gór Nemegt I. Jefriemowa oraz polsko-mongolskie pod kierownictwem prof. Kielan-Jaworowskiej.